# Nachal Chacav
Nachal Chacav (hebrejsky נחל חצב) je vádí na pomezí regionu Šefela a severního okraje Negevské pouště, v jižním Izraeli.
Začíná v nadmořské výšce necelých 200 metrů severně od vesnice Ruchama. Směřuje pak k severozápadu mírně zvlněnou zemědělsky využívanou a prakticky neosídlenou krajinou. Jihovýchodně od vesnice Tlamim ústí zleva do toku Nachal Šikma.